# Flårjuvnutane
Flårjuvnutane är en bergstopp i Antarktis. Den ligger i Östantarktis. Norge gör anspråk på området. Toppen på Flårjuvnutane är 1 230 meter över havet.
Terrängen runt Flårjuvnutane är platt åt nordväst, men åt sydost är den kuperad. Trakten är obefolkad. Det finns inga samhällen i närheten. 